# الکساندر مک‌ری
الکساندر مک‌ری (به انگلیسی: Alexander MacRae) (زاده ۱۸۸۸ - درگذشته ۱۹۳۸) کارآفرین، بازرگان و مدیر ارشد اجرایی اسکاتلندی-استرالیایی بود، که در سال ۱۹۱۴ شرکت اسپیدو را تأسیس نمود.